# Nianzishan
Nianzishan (en chino, 碾子山; pinyin, Niǎnzishān) es un distrito urbano bajo la administración directa de la Prefectura Qiqihar en la Provincia de Heilongjiang, República Popular China.  Su área es de 299 y su población total para 2010 superó los 80 mil habitantes. 

## Administración
Desde julio de 2023, el  Distrito Nianzishan se divide en 4 pueblos que se administran en 3 subdistritos y 1   poblado.